# Posthuset, Karlskoga
För andra betydelser, se Posthuset.

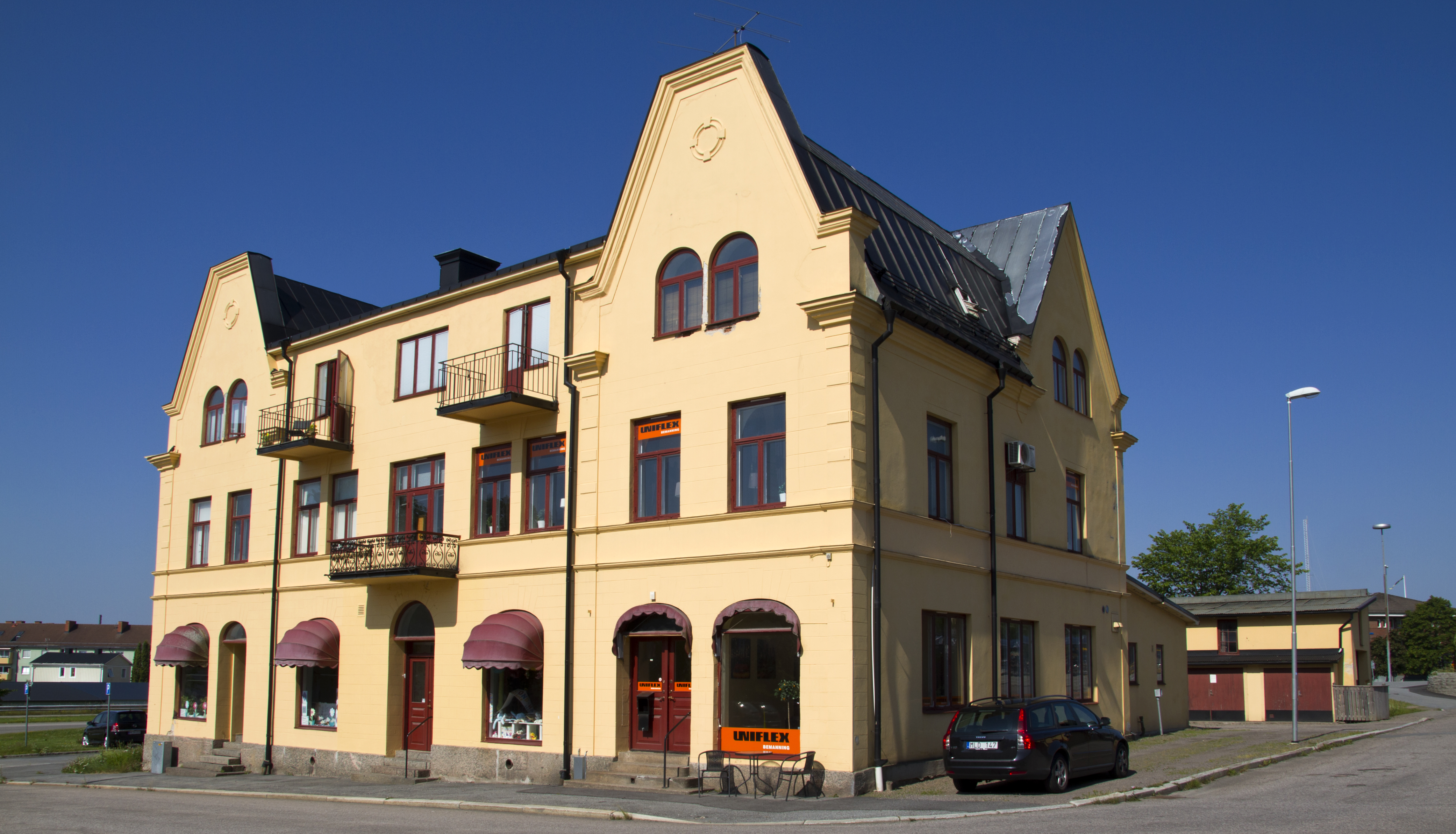
Posthuset, 2014.

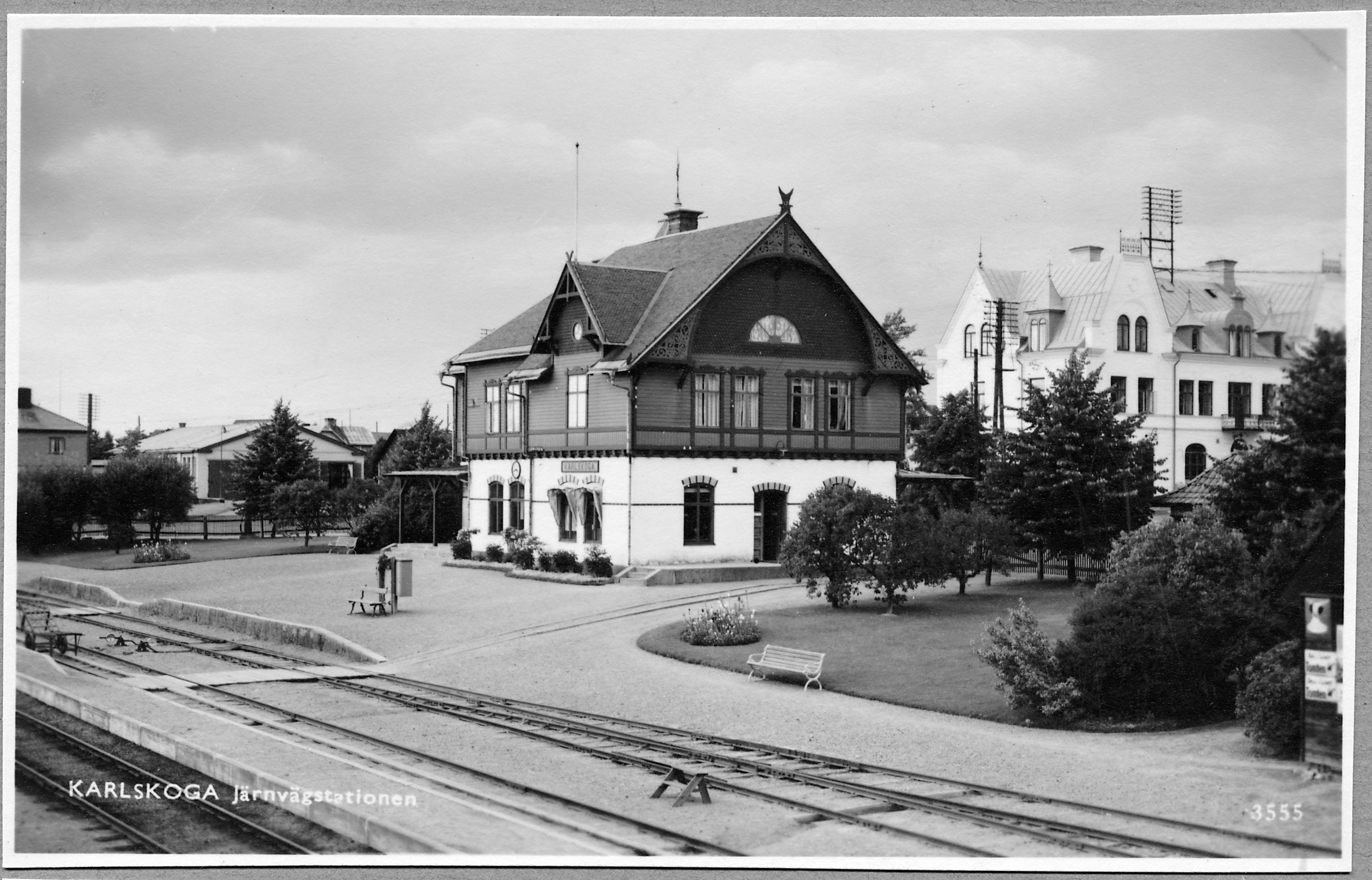
Posthuset med Karlskoga station, som revs 1974, i förgrunden.

Posthuset ligger vid Karlskoga busstation i kvarteret Gladan i centrala Karlskoga och uppfördes vid början av 1900-talet och är bland det sista av resterna som minner om Karlskogas järnvägsmiljö. I byggnaden fanns en post- och telegrafstation; den används numera för bostäder och kontor. I undervåningen fanns AB Dahlins Bosättnings Magasin.[när?]